# Noel Gugliemi
Noel Albert Gugliemi, również Noel G. (ur. 15 października 1970 w Santa Monica) – amerykański aktor pochodzenia włoskiego. Najbardziej znany jest ze swoich filmowych ról jako latynoski gangster oraz postać o imieniu Hector. Zagrał m.in. w filmach Szybcy i wściekli, Szybcy i wściekli 7, Bruce Wszechmogący czy takich serialach jak Training Day, CSI: Kryminalne zagadki Miami czy Żywe trupy.

## Życiorys
Gugliemi ma włoskie i meksykańskie korzenie. W wieku trzynastu lat został porzucony przez rodziców, w wyniku czego został bezdomny. Sytuacja w wieku nastoletnim doprowadziła do wstąpienia do gangu – grupy ludzi, u których znalazł sens przynależności.
Jego kariera jako aktor rozpoczęła się od lekcji aktorstwa, która pozwoliła mu zagrać w reklamie telewizyjnej. Swoje pierwsze role w zagrał w filmach Dzień próby jako Moreno oraz Szybcy i wściekli jako Hector. Dzięki udziałowi w filmach pełnometrażowych oraz w coraz większej ilości reklam telewizyjnych zdobywał kolejne role w produkowanych filmach.

## Filmografia

### Filmy
| Rok  | Tytuł                                      | Rola                            | Komentarz            |
| ---- | ------------------------------------------ | ------------------------------- | -------------------- |
| 2000 | Cena sławy                                 | Angel                           |                      |
| 2000 | The Dukes of Hazzard: Hazzard in Hollywood | uliczny zbir                    |                      |
| 2000 | Brother                                    | członek mafii meksykańskiej     |                      |
| 2001 | The Barrio Murders                         | Johnny                          |                      |
| 2001 | Zwierzak                                   | przywódca gangu                 |                      |
| 2001 | Szybcy i wściekli                          | Hector                          |                      |
| 2001 | Dzień próby                                | Moreno                          |                      |
| 2001 | Ghetto Rhapsody                            | —                               |                      |
| 2001 | Road Dogz                                  | —                               |                      |
| 2003 | Parasol bezpieczeństwa                     | skazaniec                       |                      |
| 2003 | Jeźdźcy Apokalipsy                         | więzień                         |                      |
| 2003 | Old School: Niezaliczona                   | student                         |                      |
| 2003 | Raperzy z Malibu                           | Snuffy                          |                      |
| 2003 | Bruce Wszechmogący                         | gangster                        |                      |
| 2003 | Double Blade (Shuang Dao)                  | Joker                           | film krótkometrażowy |
| 2003 | S.W.A.T. Jednostka Specjalna               | więzień                         |                      |
| 2003 | Wasabi Tuna                                | Capone                          |                      |
| 2003 | El Matador                                 | zbir w barze                    |                      |
| 2003 | Droga bez powrotu                          | Manuel                          | film krótkometrażowy |
| 2004 | Pracownik miesiąca                         | Chicken                         |                      |
| 2004 | Party Animalz                              | Robert                          |                      |
| 2005 | Candy Paint                                | Paco                            | film krótkometrażowy |
| 2005 | Duck                                       | Władca Śmieci                   |                      |
| 2005 | Ciężkie czasy                              | Flaco                           |                      |
| 2005 | Hallowed                                   | Noel                            |                      |
| 2006 | Skarb mumii                                | Santos                          |                      |
| 2006 | The Virgin of Juarez                       | Gio                             |                      |
| 2006 | Jack's Law                                 | Diablo                          |                      |
| 2006 | Piekielne sąsiedztwo                       | Fatcap                          |                      |
| 2006 | Gangs of the Dead                          | Caesar                          |                      |
| 2006 | Miasto zbrodni                             | Dusty                           |                      |
| 2006 | Adrenalina                                 | oprych na dachu magazynu        |                      |
| 2006 | Szkoła dla drani                           | koleś w metrze                  |                      |
| 2006 | Six Thugs                                  | Big Lucky                       |                      |
| 2007 | If I Had Known I Was a Genius              | Angel                           |                      |
| 2007 | Get Pony Boy                               | Big Dino                        |                      |
| 2007 | Wannabes                                   | G-Man                           |                      |
| 2007 | Choć goni nas czas                         | mechanik                        |                      |
| 2007 | Gordon Glass                               | Lalo                            |                      |
| 2008 | Na samo dno                                | Vinnie                          |                      |
| 2008 | Amhurst                                    | Sam The Man                     |                      |
| 2008 | Królowie ulicy                             | Quicks                          |                      |
| 2008 | The Ode                                    | Cholo 2                         |                      |
| 2008 | Hotel California                           | Chino                           |                      |
| 2008 | Evilution                                  | Random                          |                      |
| 2008 | Darling Nikki: The Movie                   | Khan                            |                      |
| 2008 | Through the Valley                         | Mark Cotto                      |                      |
| 2009 | Trapped in 5150                            | G                               |                      |
| 2009 | Czerwone piaski                            | starszy szeregowy Jorge Wardell |                      |
| 2009 | Solista                                    | policjant na Winston Street     |                      |
| 2009 | Gamer                                      | strażnik upgrade’u              |                      |
| 2009 | Basement Jack                              | detektyw Gene Anderson          |                      |
| 2009 | Droga śmierci                              | Franky Tahoe                    |                      |
| 2010 | Nasze wielkie rodzinne wesele              | Raymond Mata                    |                      |
| 2010 | April's Fools                              | Antonio                         |                      |
| 2010 | Getting High in the Barrio                 | Javier                          |                      |
| 2010 | Hostage: Criminal Implication              | —                               |                      |
| 2010 | Food Stamps                                | Gus                             |                      |
| 2011 | Odrzut                                     | Rex Salgado                     |                      |
| 2011 | Platinum Illusions                         | Rubin                           |                      |
| 2011 | Noc żywego Freda                           | Delamar                         |                      |
| 2012 | Filly Brown                                | Big Cee                         |                      |
| 2012 | Sekrety małych mieszkań                    | Dog Walker                      |                      |
| 2012 | Kidnapped Souls                            | detektyw Miller                 |                      |
| 2012 | For the Love of Money                      | Ramon                           |                      |
| 2012 | Mroczny Rycerz powstaje                    | były więzień w River            |                      |
| 2012 | Vi                                         | Hector                          | film krótkometrażowy |
| 2012 | Students Like Us                           | El Bandito                      |                      |
| 2013 | Crosstown                                  | Morales                         |                      |
| 2013 | Enter the Dangerous Mind                   | detektyw Salinas                |                      |
| 2013 | Diabeł w szczegółach                       | Guzzo                           |                      |
| 2013 | Hope Cafe                                  | Hector                          |                      |
| 2013 | Criminal                                   | Chief Barnes                    | film krótkometrażowy |
| 2013 | Demonstracja siły                          | Salvator                        |                      |
| 2014 | Bullet                                     | punk                            |                      |
| 2014 | Cruisin'                                   | oficer Hernandez                |                      |
| 2014 | Ready 2 Die                                | Ghost                           |                      |
| 2014 | Ricky & Melinda                            | chłopak więźnia                 |                      |
| 2014 | Road Kill                                  | Lewis                           |                      |
| 2014 | Noc oczyszczenia: Anarchia                 | Diego                           |                      |
| 2014 | Pretty Perfect                             | Eduardo                         |                      |
| 2014 | Zderzenie                                  | Cruz                            |                      |
| 2014 | Respect                                    | Tony                            |                      |
| 2014 | Total Praise                               | detektyw John Azzi              |                      |
| 2014 | Out of Sight                               | gangster                        |                      |
| 2014 | Kill Kapone                                | Crow                            |                      |
| 2015 | Szybcy i wściekli 7                        | Hector                          |                      |
| 2015 | Run                                        | Raul                            | film krótkometrażowy |
| 2015 | Ur in Analysis                             | Angel                           |                      |
| 2015 | The Bride He Bought Online                 | Javier                          |                      |
| 2015 | Sekret w ich oczach                        | Garbed-Out Fan                  |                      |
| 2015 | Bachelors                                  | detektyw Gonzalez               |                      |
| 2016 | Pocket Listing                             | El Cabron                       |                      |
| 2016 | New Day                                    | nauczyciel w liceum             | film krótkometrażowy |
| 2016 | Lowriders                                  | Angel                           |                      |
| 2016 | Restored Me                                | Frank                           |                      |
| 2016 | Pustka                                     | Zane                            | film krótkometrażowy |
| 2016 | Zabójczy układ                             | kowboj                          |                      |
| 2016 | The Lincoln                                | Vince                           |                      |
| 2016 | Ditch Party                                | Lorenzo                         |                      |
| 2016 | Kroniki strażnika                          | Nero                            |                      |
| 2017 | Secrets of Deception                       | Chino                           |                      |
| 2017 | Varsity Punks                              | trener Cruz                     |                      |
| 2017 | Pope                                       | Big Daddy                       |                      |
| 2017 | The Fighters Prayer                        | Ali                             |                      |
| 2017 | Smartass                                   | Jose                            |                      |
| 2017 | Hogan                                      | Ali                             |                      |
| 2017 | Beyond Skyline                             | Justin                          |                      |
| 2017 | Uciec z Ensenady                           | Raul                            |                      |
| 2017 | Anabolic Life                              | detektyw Ramirez                |                      |
| 2018 | Memphis Fire                               | Shane                           |                      |
| 2018 | Fade Away                                  | Flaco                           |                      |
| 2018 | A Boy Called Sailboat                      | José                            |                      |
| 2018 | Krew na betonie                            | Vasquez                         |                      |
| 2018 | El Chicano                                 | Cichy                           |                      |
| 2018 | Amerykańskie koszmary                      | William                         |                      |
| 2018 | Przemytnik                                 | Łysy Rob                        |                      |
| 2018 | The First Month Is Free                    | —                               |                      |
| 2019 | A Psycho's Path                            | sierżant Torres                 |                      |
| 2019 | Mustang                                    | Roberto                         |                      |
| 2019 | Possession Diaries                         | detektyw                        |                      |
| 2019 | The Turnaround                             | Juan                            | film krótkometrażowy |
| 2019 | 3 from Hell                                | Bullet                          |                      |
| 2019 | Charlie Charlie                            | wujek Juan                      |                      |
| 2019 | John Wynn's Mirror Mirror                  | pastor Oscar Flores             |                      |
| 2019 | Fire and Rain                              | Silver                          |                      |
| 2019 | Cabal                                      | gospodarz                       | film krótkometrażowy |
| 2020 | Windykator                                 | Snoopy                          |                      |
| 2020 | The Lady of the Dead                       | Cisco                           |                      |
| 2020 | Terra Beach                                | Miguel Garcia                   | film krótkometrażowy |
| 2020 | Bleach                                     | komendant Lopez                 |                      |
| 2021 | Under the Stadium Lights                   | Albert                          |                      |
| 2021 | Lazarus                                    | Jupiter                         |                      |
| 2021 | American’t                                 | Johny                           | Short                |
| 2021 | The Pizza Joint                            | Playa Playa                     |                      |
| 2021 | Narc                                       | –                               |                      |
| 2021 | Welcome to Our World                       | Gus                             |                      |
| 2021 | Soul Pursuit                               | brat                            |                      |
| 2021 | The Cleaner                                | Hector                          |                      |
| 2021 | Hustle Down                                | Diego                           |                      |
| 2021 | War of the Worlds: Annihilation            | Tiago                           |                      |
| 2022 | Bermuda Island                             | Diego Montalban                 |                      |

### Seriale telewizyjne
| Rok     | Tytuł                             | Rola                         | Komentarz                                       |
| ------- | --------------------------------- | ---------------------------- | ----------------------------------------------- |
| 1999    | Luzik Guzik                       | Frank Ortez                  | Odcinek pilotażowy                              |
| 2000    | Resurrection Blvd.                | członek gangu/Lalo           | Odcinek pilotażowy cz. 1 oraz „El Baile”        |
| 2001    | Z Archiwum X                      | gangster                     | Odcinek: „Surekill”                             |
| 2001    | Buffy: Postrach wampirów          | Vince                        | Odcinek: „Life Serial”                          |
| 2001    | CSI: Kryminalne zagadki Las Vegas | David Ramirez                | Odcinek: „Alter Boys”                           |
| 2002    | 24 godziny                        | Craig                        | Odcinek: „6:00 p.m.-7:00 p.m.”                  |
| 2002    | Bez śladu                         | Chico                        | Odcinek pilotażowy                              |
| 2002    | Anioł ciemności                   | kierowca Vamp                | Odcinek: „Deep Down”                            |
| 2002    | Wydział kryminalny                | Paco                         | Odcinek: „City of Strivers”                     |
| 2002    | Prawie doskonali                  | Marco                        | Odcinek: „Własna produkcja”                     |
| 2003    | Nowojorscy gliniarze              | Jose Rincon                  | Odcinek: „Laughlin All the Way to the Clink”    |
| 2003    | Tajniacy                          | Jose                         | Odcinek: „Street Boss”                          |
| 2004    | Detektyw Monk                     | mężczyzna                    | Odcinek: „Monk i gazeciarz”                     |
| 2004    | Bez pardonu                       | Dante                        | Odcinek: „Open Season”                          |
| 2004    | Cruzin TV                         | jako on sam                  | —                                               |
| 2004-05 | The Shield: Świat glin            | przywódca gangu/Savuto       | Odcinki: „Slipknot” oraz „Doghouse”             |
| 2004-05 | Żar młodości                      | handlarz narkotykami/Satchel | występuje w 4 odcinkach                         |
| 2005    | CSI: Kryminalne zagadki Miami     | Rico Dominguez               | Odcinek: „Strzelanina”                          |
| 2005    | Sleeper Cell                      | Cesar                        | Odcinek: „Soldier”                              |
| 2005    | Poszukiwani                       | Felix                        | Odcinek: „Judas”                                |
| 2006    | Las Vegas                         | Victor Castillo              | Odcinek: „Zaginione diamenty”                   |
| 2009    | Gra pozorów                       | Ramone                       | Odcinek pilotażowy                              |
| 2009    | Wirtualna liga                    | Perp                         | Odcinek: „The Draft”                            |
| 2010    | The Cleveland Show                | Lay-Z (tylko głos)           | Odcinek: „Nasz Gang”                            |
| 2010    | Look                              | Oscar                        | —                                               |
| 2010    | Żywe trupy                        | Felipe                       | Odcinek: „Latynoski gang”                       |
| 2012    | Mentalista                        | Kevin Cintron                | Odcinek: „The Crimson Hat”                      |
| 2013    | Wybraniec                         | Salmas Valverde              | Odcinki: „The Box” oraz „The Cavalry”           |
| 2013    | Wendell & Vinnie                  | Todd                         | Odcinki: „First Dances” oraz „Last Chances”     |
| 2013    | Between Bullets                   | Diego Salvador               | Odcinek: „Simple Job”                           |
| 2014    | Legit                             | Ernesto                      | Odcinek: „Checkmate”                            |
| 2014-15 | Retail                            | Hector                       | Odcinki: „Second Chances” oraz „Mixed Emotions” |
| 2015    | Kości                             | Logan Manzes                 | Odcinek: „The Big Beef at the Royal Diner”      |
| 2015    | Black Jesus                       | —                            | Odcinek: „Good for Nothing”                     |
| 2015-20 | Przepis na amerykański sen        | Hector                       | —                                               |
| 2017    | Training Day                      | Moreno                       | —                                               |
| 2017    | Chicago PD                        | Chico                        | Odcinek: „Obietnica”                            |
| 2017    | Wisdom of the Crowd               | Flaco Guerrero               | —                                               |
| 2018    | Nicky Jam: El Ganador             | Stephen                      | Odcinek: „The Infiltrated”                      |
| 2018-21 | Mayans M.C.                       | Louie                        | występuje w 3 odcinkach                         |
| 2019    | Scrutiny                          | Anthony Gerardi              | Odcinki: „Even Hustlers” oraz „Family”          |
| 2020    | Deputy                            | Danny Flores                 | Odcinek: „Deputy Down”                          |
| 2020    | Gentefied                         | Alex                         | Odcinek: „Unemployed AF”                        |
| 2020    | Dawn of the Zombie Apocalypse     | Doug                         | Odcinki: „Revelation” oraz „The Survivor Squad” |
| 2020    | GhettoBusters                     | Hector                       | Odcinek: „Things get Messy”                     |
| 2021-22 | Dni naszego życia                 | Jason Smith                  | —                                               |

### Gry wideo
| Rok  | Tytuł           | Rola          |
| ---- | --------------- | ------------- |
| 2005 | 187 Ride or Die | Cortez (głos) |